# Franz Xaver Stadelberger
Franz Xaver Stadelberger (* 10. März 1772; † 30. Oktober 1841) war ein bayerischer Bürgermeister.

## Werdegang
Stadelberger war von Beruf Bortenmacher. Von 1814 bis 1824 war er Bürgermeister des oberbayerischen Marktes Bruck.